# Mistrzostwa NCAA Division I w Zapasach w 1998
Mistrzostwa NCAA Division I w zapasach rozgrywane były w Cleveland w dniach 19–21 marca 1998 roku. Zawody odbyły się w CSU Convocation Center, na terenie Cleveland State University.
- Outstanding Wrestler – Joe Williams

## Wyniki

### Drużynowo
| Kolejność | Szkoła                        | Zespół          |
| --------- | ----------------------------- | --------------- |
| 1.        | University of Iowa            | Hawkeyes        |
| 2.        | University of Minnesota       | Golden Gophers  |
| 3.        | Oklahoma State University     | Cowboys         |
| 4.        | Pennsylvania State University | Nittany Lions   |
| 5.        | Central Michigan University   | Chippewas       |
| 6.        | Iowa State University         | Cyclones        |
| 7.        | West Virginia University      | Mountaineers    |
| 7.        | University of Illinois        | Fighting Illini |

### All American

#### 118 lb
| Lp. | Zawodnik         | Szkoła         |
| --- | ---------------- | -------------- |
| 1.  | Teague Moore     | Oklahoma State |
| 2.  | David Morgan     | Michigan State |
| 3.  | Eric Juergens    | Iowa           |
| 4.  | Stephen Abas     | Fresno State   |
| 5.  | Jeremy Hunter    | Penn State     |
| 6.  | Tim Dernlan      | Purdue         |
| 7.  | Brandon Paulson  | Minnesota      |
| 8.  | John Carvalheira | Rider          |

#### 126 lb
| Lp. | Zawodnik      | Szkoła              |
| --- | ------------- | ------------------- |
| 1.  | Eric Guerrero | Oklahoma State      |
| 2.  | Eric Jetton   | Wisconsin           |
| 3.  | Dwight Hinson | Iowa State          |
| 4.  | Stan Greene   | Fresno State        |
| 5.  | Pat McNamara  | Michigan State      |
| 6.  | Jason Buce    | Oregon State        |
| 7.  | Carl Perry    | Illinois            |
| 8.  | Joey Coughran | Cal State Fullerton |

#### 134 lb
| Lp. | Zawodnik         | Szkoła        |
| --- | ---------------- | ------------- |
| 1.  | Mark Ironside    | Iowa          |
| 2.  | Shawn Enright    | Ohio          |
| 3.  | Jeremy Ensrud    | Oregon        |
| 4.  | Mark Angle       | Clarion       |
| 5.  | Michael Lightner | Oklahoma      |
| 6.  | Dustin Denunzio  | Harvard       |
| 7.  | Whitey Chlebove  | West Virginia |
| 8.  | Scott Schatzman  | Northwestern  |

#### 142 lb
| Lp. | Zawodnik         | Szkoła           |
| --- | ---------------- | ---------------- |
| 1.  | Jeff McGinness   | Iowa             |
| 2.  | Casey Cunningham | Central Michigan |
| 3.  | Oscar Wood       | Oregon State     |
| 4.  | Jason Davids     | Minnesota        |
| 5.  | JaMarr Billman   | Penn State       |
| 6.  | Mike Harp        | Missouri         |
| 7.  | Steven Schmidt   | Oklahoma State   |
| 8.  | Tom Tomeo        | Clarion          |

#### 150 lb
| Lp. | Zawodnik      | Szkoła         |
| --- | ------------- | -------------- |
| 1.  | Eric Siebert  | Illinois       |
| 2.  | Chad Kraft    | Minnesota      |
| 3.  | Mike Mason    | West Virginia  |
| 4.  | Bill Lacure   | Michigan       |
| 5.  | Clint Musser  | Penn State     |
| 6.  | Don Pritzlaff | Wisconsin      |
| 7.  | Jimmy Arias   | Oklahoma State |
| 8.  | Rodney Jones  | Oklahoma       |

#### 158 lb
| Lp. | Zawodnik        | Szkoła                |
| --- | --------------- | --------------------- |
| 1.  | Dwight Gardner  | Ohio                  |
| 2.  | Hardell Moore   | Oklahoma State        |
| 3.  | John Lange      | Penn State            |
| 4.  | Ryan Cunningham | Central Michigan      |
| 5.  | Tivon Abel      | Brown                 |
| 6.  | Temoer Terry    | Nebraska              |
| 7.  | David Wells     | California Poly-State |
| 8.  | Eric Douglas    | Purdue                |

#### 167 lb
| Lp. | Zawodnik        | Szkoła         |
| --- | --------------- | -------------- |
| 1.  | Joe Williams    | Iowa           |
| 2.  | Brandon Slay    | Pennsylvania   |
| 3.  | Jeff Catrabone  | Michigan       |
| 4.  | Mark Smith      | Oklahoma State |
| 5.  | Casey Strand    | Arizona State  |
| 6.  | Mark Bybee      | Northwestern   |
| 7.  | Glenn Pritzlaff | Penn State     |
| 8.  | Nick Mengerink  | Pittsburgh     |

#### 177 lb
| Lp. | Zawodnik         | Szkoła           |
| --- | ---------------- | ---------------- |
| 1.  | Mitch Clark      | Ohio State       |
| 2.  | Vertus Jones     | West Virginia    |
| 3.  | John Withrow     | Pittsburgh       |
| 4.  | Aaron Simpson    | Arizona State    |
| 5.  | Brandon Eggum    | Minnesota        |
| 6.  | Jevon Herman     | Illinois         |
| 7.  | Greg Gingeleskie | Navy             |
| 8.  | Mike Greenfield  | Central Michigan |

#### 190 lb
| Lp. | Zawodnik      | Szkoła            |
| --- | ------------- | ----------------- |
| 1.  | Tim Hartung   | Minnesota         |
| 2.  | Jason Robison | Edinboro          |
| 3.  | Lee Fullhart  | Iowa              |
| 4.  | Ryan Tobin    | Nebraska          |
| 5.  | Sam Neider    | Northwestern      |
| 6.  | Mark Bodo     | Pittsburgh        |
| 7.  | Jeremy Goeden | Northern Illinois |
| 8.  | Chael Sonnen  | Oregon            |

#### 275 lb
| Lp. | Zawodnik          | Szkoła                |
| --- | ----------------- | --------------------- |
| 1.  | Stephen Neal      | Cal State Bakersfield |
| 2.  | Paul Hynek        | Iowa State            |
| 3.  | Shelton Benjamin  | Minnesota             |
| 4.  | Bill Closson      | Lehigh                |
| 5.  | Airron Richardson | Michigan              |
| 6.  | Jason Gleasman    | Syracuse              |
| 7.  | Karl Roesler      | Illinois              |
| 8.  | Wes Hand          | Iowa                  |